# Le cose in te nascoste
Le cose in te nascoste è un film del 2008 diretto da Vito Vinci.
La pellicola, sceneggiata da Domenico Davide Pappalardo e Vito Vinci e con protagonisti Lea Mornar, Luigi Iacuzio, Elena Burika, Giovanni Izzo, Franco Trevisi e Francesca De Sapio, ha come soggetto Fiammante di Domenico Davide Pappalardo segnalato al Premio Solinas 2001. 

## Trama
Fabrizio, un giovane operaio, e Chiara, commessa in un negozio d'abbigliamento del centro, s'incontrano per caso una sera durante un temporale. Fabrizio è affascinato dal carattere misterioso di Chiara e incomincia una tormentata relazione con lei. Ma Fabrizio è sposato con Ada, che ama, una donna fragile e ipocondriaca, con un bambino in arrivo. La nuova relazione stravolge tutto e Fabrizio è trascinato da Chiara nel piano pazzesco di una rapina in un centro commerciale, in cui viene coinvolto anche Riccardo, un balordo conosciuto da Chiara in discoteca. Sembra un piano semplice, ma non tutto va come programmato...

## Distribuzione
Il film è uscito nelle sale cinematografiche italiane il 28 novembre 2008.

## Riconoscimenti
Il film è stato premiato al Busto Arsizio Film Festival 2009 col Premio Onda - Di Meglio alla Miglior Colonna sonora ai Lisma Project (Enrico Melozzi & Stefano De Angelis) e col Premio Castiglioni al Miglior montaggio a Francesca Bracci e Ilaria Fraioli.